# 한국의 민속놀이
한국의

## 한국 민속놀이의 역사
한민족은 옛날부터 노래나 춤을 매우 좋아하여 이를 즐겼다.
부여에서는 은나라의 정월에 하늘에 제사를 지내고 온 국민이 크게 모여 날마다 술을 마시고 노래하고 춤추니 이름하여 영고라 한다.— <삼국지 위지 동이전> <부여조(扶餘條)>

그 국민이 노래하고 춤추며 즐기는데 마을과 부락에서는 저녁이 되면 남녀가 서로 어울려 노래하면서 놀음을 한다.— <고구려조>

예에서는 10월절에 하늘에 제사를 지내고 밤낮으로 술을 마시고 노래하며 춤추니, 이름하여 무천이라 한다.— <예조(濊條)>

5월에 씨를 뿌리고 귀신에게 제사를 지낸 뒤에는 한데 어울리어 밤낮을 쉬지 않고 술을 마시며 노래하며 춤춘다.— <마한조(馬韓條)>

그 풍속이 노래하고 춤추며 즐기더라.— <후한서(後漢書)> <진한조(辰韓條)>

이로써 미루어 본다면, 상고 시대 한국의 북부지방에 퍼져 있던 부여계(扶餘系)와 남부 지방에 퍼져 있던 삼한계(三韓系)의 이 양 주요 민족은 다같이 음주가무의 애호자였다고 생각된다. 앞에서 언급한 기록은 한국 부족사회에 있어서는 어디서든지 1년에 한 차례씩 연중행사로서 제천대회(祭天大會)를 열어 부족의식(部族意識)을 연마하고 그 끝에 가서 술마시고 노래하며 춤추면서 즐겼다는 것을 말하는 것이다. 그런데 술을 마시는 풍속은 지금도 여전히 계속되고 있으며 노래와 춤에 있어서도 조선조 5백년 동안 유교를 존중하는 국가 방침에 따라 일부 양반계급을 제외한 농-공-상·어민 등 대다수의 민중이 의연히 이를 애호하여 왔던 것이다. 즉 세시풍속에 나타난 농민들의 각종 농민무용, 어민들의 풍어놀이 때의 노래와 춤, 각 지방의 탈놀음, 지신밟기, 무당들의 신사무(神事舞) 등이 그것이다. 여기에는 노래와 춤이 주요한 요소로 되어 있었다.

### 신라의 백희
상고시대의 민속적 놀음은 제천대회 끝에 있었음을 말하였지만 그것은 구체적으로 나타난 것이 아니고 다만 그 흔적을 보여주는 데 지나지 않는다. 문헌상에 구체적으로 나타난 것은 탈놀이(가면극)로부터 시작되니, 신라에는 검무(劍舞)·5기(五伎)·처용무-무애무 등이 있었다. 신라시대에 있어서 문헌에 비교적 구체적으로 나타난 민속놀이는 이러하거니와 이외에 자세하지 않은 것으로서 유리왕 때의 6부 마을 여성들의 가무백희(歌舞百戱)와 팔관회(八關會) 때의 4선악부(四仙樂部) 및 용·봉황·코끼리·말·수레·배에 대한 백희(百戱)가 있었고, 헌강왕 때에는 상염무(霜髥舞)·지백무(地伯舞)가 있었다고 하나 어떠한 내용의 것인지는 분명하지 않다.

### 고구려의 가무
고구려의 고분 속 벽화 중에는 고구려 사람들이 춤을 추는 무용도(舞踊圖)가 있으며, <삼국지> <고구려조>에 "고구려 사람들은 가무를 즐겨하여 부락마다 밤에는 남녀들이 군취(群聚)하여 노래하고 춤추더라" 하였고, <후한서(後漢書)> <고구려조>엔 창악(倡樂)을 하더라 하였고, <수서> 및 <당서>의 <악지(樂志)>, <자치통감> <문헌비고> 등의 문헌에 고구려에 노래와 춤이 있었음을 전하나 이에 대한 구체적인 것은 알 길이 없다.

### 백제의 잡희
백제 시대에는 악삭·농환(弄丸)의 놀음과 독특한 무악(無樂)이 있었다고 전해지고 있는데, 이에 대한 기록은 <삼국지> <주서(周書)> <수서> <당서> 등에 보이나 그 내용은 자세하지 않다. <일본서기>에는 백제 사람 미마지(味摩之)가 일본에 귀화했는데 그는 무악에 능했으므로 여러 제자들이 이 무악을 전수받았다고 하여 백제에 무악이 있었음을 전하나, 이 또한 구체적인 것은 알 길이 없다.

### 고려의 가무백희
신라시대의 놀음은 고려에 들어와서도 전승되어 내려왔으니, 팔관회가 국가의 최고 전례(典禮)로서 역대로 변함없이 준행되어옴에 따라 가무백희도 자연히 이 팔관회와 함께 발달하여 왔다고 보인다. 또 음력 12월 그믐날 밤의 나례(儺禮)행사에도 가무백희가 행하여졌으므로 이로써 고려시대에 있어서의 놀음은 일대 성황을 보게 되었다. 고려는 서방으로는 송나라의 영향을 받는 한편, 북방으로는 거란·여진·몽고 등 여러 민족들과도 문화교류가 활발하였다. 그러던 중 호희(胡戱)가 들어와 가무백희의 양적 향상을 보기에 이르렀으나 그 반면에 질적으로는 발전된 것이 별로 많지 못하고 의연히 익살 본위의 토막극 정도로 그치고 만 것은 유감이었다.
고려시대에는 연등회 때 가무백희가 있어서 상반년과 하반년의 두 차례에 걸쳐 큰 제전을 거행하였다. 상반년은 처음에 해마다 정월 15일을 정해 행사를 하였다가, 그 뒤에는 2월 15일로 하였다. 상반년에는 본래 선조께 전배(展拜)함을 기회로 해서 축수(祝壽)의 잔치를 크게 베풀었다. 그러므로 여기에는 불교적 요소가 조금도 가미되지 않았다. 이는 광명을 신성시한 한국 민족의 고래로부터 내려오는 신앙으로서 불을 소중히 여기는 습속이었다. 그러나 뒤에 불교에 습합되어 그 형태를 불교에서 취하게 되었다. 이 제전에는 각각 작은 모임의 날(小會日)과 큰 모임의 날(大會日)이 있어 소회일은 14일에 하였는데, 이것은 왕궁의 국도(國都)를 비롯, 각 지방의 마을에 이르기까지 널리 행하여졌다. 국도에서의 대회 때에는 임금과 신하가 모여서 선조의 영정에 절한 뒤 음악과 노래와 춤 등 온갖 놀음을 베풀었는데, 이때의 놀음은 대성황을 이루었었다.
하반년의 제전은 팔관회로서 해마다 11월에 거행되었다. 이 팔관회는 연등회보다는 훨씬 중요시한 듯하다. 팔관회는 천령(天靈)·5악(五岳)·명산(名山)·대천(大川)·용신(龍神) 등 토속신(土俗神)에 제사하는 전례(典禮)로서 이 역시 불교적 요소는 조금도 없었다. 그러나 후에 그 명칭이 불교에 습합되었다. 식장은 궁중의 구정(毬庭：격구 치는 마당)에다 윤등(輪燈) 1좌(一座)를 베풀고 그 사방에 향연(香燃)을 많이 늘어놓고 높이 5장(五丈)씩이나 되는 무대에 4선악부 및 용·봉황·코끼리·말·수레·배 등의 여러 가지 형태의 춤을 망라한다. 그 외에 민간의 온갖 잡희(雜戱)가 집중하여 제각기 재주를 다투었으니 이때의 놀음은 일대 장관을 이루었다고 보인다. 이 팔관회 때에는 왕이 임어(臨御)하여 완상(玩賞)하였고, 국도(國都)의 사녀가 배관하였다. 팔관회는 신라 중엽 이래 태봉국을 지나 고려에 이르러 성행했던 것이며, 조선 태조 때에 와서 폐지되고 말았다.
또 나례(儺禮)행사 때에는 여러 가지 잡희가 연희되었다. 나례란 재앙·병마의 근원인 사귀를 쫓아내고 즐겁고 경사스러운 새해를 맞이하기 위해 음력 12월 그믐날 밤에 궁중에서 행하는 의식이다. 이때에는 진자(振子) 48명이 붉은 옷을 입고 공인(工人) 28명은 머리에 건(巾)을 쓰고 또 방상씨(方相氏) 4명은 가면을 얼굴에 쓰고 곰의 가죽옷을 입고 방패와 창을 들고 소리를 한다. 그러면 진자들이 이에 응하고 주문을 외어 위하하고 나중에는 북을 쳐서 소리를 요란히 하여 악귀를 쫓는 시늉을 한다. <증보문헌비고>에 의하면 이 나례는 고려 정종 6년(1040)에 중국으로부터 한국에 들어온 것으로 되어 있으며, <목은집(牧隱集)>과 <대동운부군옥>에 의하면 나례의식에 처용무가 연희되었고, 창우잡희(倡優雜戱)까지 분집한 것을 알 수 있어, 이 나례행사에도 여러 가지 놀음이 연희되었음을 알 수 있다.
이 밖에도 무대를 산대(山臺)와 같이 높다랗게 가설하여 놓고, 거기서 연희하는 여러 가지 놀음을 일괄하여 산대잡희(山臺雜戱)라고 하였다. 대체로 봐서 이 산대잡희 중에는 탈놀이를 비롯하여 동물의 모의(模擬) 춤·곡예 등 여러 가지 종목에 걸쳐 다채롭게 연희되었을 것이라 생각되거니와 이색(李穡)의 산대잡희에 관한 시에 의하면, 정재무(呈才舞)인 헌선도(獻仙桃), 가면무인 처용무, 곡예인 장간기(長竿伎)가 연희되었던 것이다. 이 시는 산대잡희 전부를 읊은 것이 아니고 그 일단을 읊은 것에 지나지 않으므로, 그 전체의 모양을 알 수 없다 하더라도 이것으로 미루어 보아, 여러 종류의 놀음인 잡희가 연희되었던 것만은 확실한 것 같다.

### 조선시대의 산대잡희
조선 조에 들어와서는 나례도감(儺禮都監)에서 산대잡희의 여러 가지 놀음을 관장하였는데, 그 놀음이란 것은 줄타기, 재조넘기, 죽방울받기(弄丸), 화토희(火吐戱), 사발돌리기, 솟음질, 나무에 달리기, 그네뛰기, 솟대타기, 몽치놀리기, 무동(舞童)놀음, 탈놀음, 꼭두각시놀음, 만석중놀음, 사자놀음 등이었다. 잡희에 대하여서는 조선 성종 때의 성현의 <허백당집(虛白堂集)>의 <관괴뢰잡희(觀傀儡雜戱)> 및 <관나시(觀儺詩)> 중에도 나타나며, 그 외에 <조선왕조실록> <성호사설>, 동월(董越)의 <조선부(朝鮮賦)> 등에는 죽방울받기, 장대타기, 줄타기, 무동놀이, 인형놀이 등에 대한 기록이 보인다

## 민속놀이의 종류

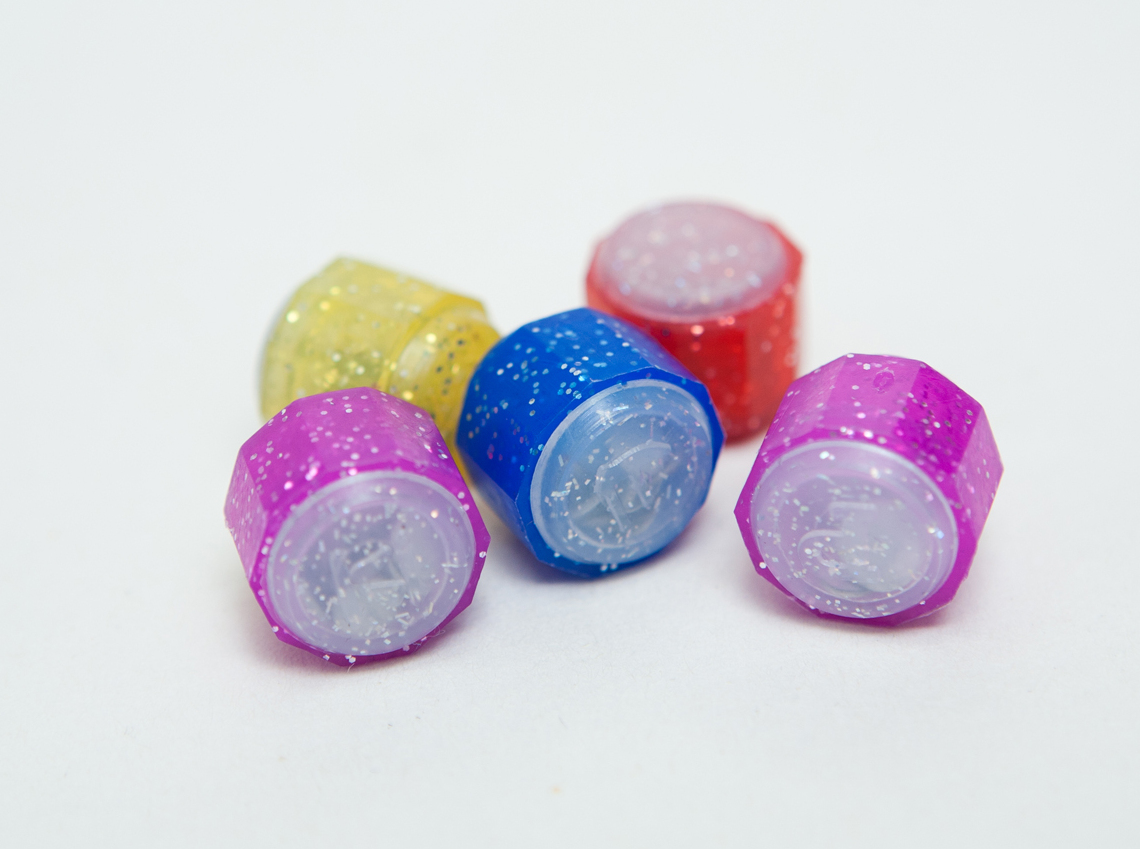
공기놀이의 공깃돌

한국에는 고래(古來)로부터 여러 가지 놀이가 있었는데 그 중에서도 연중행사로 거행되는 세시풍속의 놀이는 그 규모도 크거니와 종목도 다종다양하다. 또한 개인에 의하여 해마다 되풀이되는 것이 아니라 집단적이고 공통적인 것으로 집집마다 촌락마다 또는 민족적으로 관행(慣行)되었다.
이 민속놀이에는 일반적으로 행하여지는 것이 있고, 또는 직업에 따라 행해지는 특수한 것도 있다.

### 생활환경에 따른 놀이
번화한 도시에서 생활하는 사람과 소박한 지방에서 생활하는 사람 사이에는 놀이가 다르게 발달한다. 그 이유는, 먼저 도시사람은 전국 각지로부터 모여드는 이가 많고, 2대나 3대를 같은 처소에서 사는 일이 적으며, 또 같은 직업을 영위하는 사람이 적은 데다가 일상생활도 매우 분주하므로 개인적인 놀이를 즐기게 마련이다. 이에 반하여 지방 사람들은 그 고장에서 출생한 사람이 많고, 선조 때부터 같은 토지에 살고 같은 직업을 따르는 것을 관습으로 하고 있으므로 선조가 남긴 습관을 지키는 데 충실하다. 따라서 그들은 이유없이 전통적인 놀이를 폐지하는 것을 좋아하지 않고 보수적인 심리가 작용하여 민속놀이와 같은 것이 잘 고수되어 행해지고 있다.
이와 같이 생활환경이 다르면 거기에 따라 새로운 놀이가 생기는 것은 이상할 것이 없는 것으로 정월 대보름이 되면 지방사람들은 저녁 일찍이 동산에 올라가서 '달맞이'를 하고 넓은 들판에서 '횃불쌈놀이'을 하나, 도시에서는 그와 같은 장소도, 그렇게 하는 사람도 없을 뿐만 아니라 이에 대신할 만한 놀이를 얼마든지 자유스럽게 구할 수 있으므로 점차 자취를 감추게 되었다.

### 직업에 따른 놀이
직업이 다르면 거기에 따라 놀이도 다소 달라지는 것은 당연한 일이다. 예컨대 정월 대보름의 '풍어놀이'는 어민들에게는 중요한 놀음이지만, 그 반대로 농가에서는 깊은 관계가 없는 놀이이다. 6월의 '농악놀이'나 7월의 '호미씻기'는 농민들에게는 중요한 놀이이지만 반대로 어민들에게는 깊은 관계가 없는 놀이이다.
이와 같이 우리의 민속 놀이 중에는 국민 대다수가 행하는 일반적 놀이가 있는 반면에 직업에 의한 특수한 놀이가 있음을 본다. 우리의 민속놀이 중에는 특히 농사에 관계되는 것이 많은데 정월의 '모심기놀이', '횃불쌈놀이', '줄다리기', '소먹이놀이', '농악놀이', '호미씻기놀이', '농기뺏기놀이', '차전놀이' 등이 모두 그것이다. 한국이 농업국인만큼 농업과 관련된 이러한 놀이가 다수에 달하는 것은 당연한 일이라 할 수 있다.

### 외래의 놀이
외래의 민속놀이로는 중국에서 들어온 것이 있는데 4월 8일 놀이의 하나인 '관등놀이'와 5월 단오 축제의 ‘단오’라는 명칭, 산융족 같은 북방 민족의 놀이에서 왔다는 그네뛰기. 이들 놀이가 한국에 들어온 것은 예부터 한국이 아시아, 중국 대륙과 교통하여 중국에서 발생·발달한 민속놀이를 수용한 결과였다. 이 중 불교와 관계있는 관등놀이는 한국의 놀이의 하나로 정착되어, 한국인의 일상생활과 밀접한 교섭을 가지게 되었다. 그것은 삼국시대부터 불교가 한국 국민의 신앙에 중요한 위치를 차지하고 있었던 결과였다. 상술한 민속놀이는 모두가 음력에 행해지고 있다.

## 민속놀이의 의의
한국 민속놀이의 발생의 자취를 찾으면 그 최초의 대부분은 신(神)에 대한 신앙에 뿌리를 박고 있음을 보거니와 이러한 신앙도 오랜 세월이 흘러가는 동안에 차츰 본래의 모습을 잃고 여기에 그 시대의 해석과 새로운 의장이 곁들여져서 의외의 방면으로 발달, 나중에는 제사로서의 신성한 세시풍속이 놀이로서만 행하여지게 되었다. 이 민속놀이는 오랜 옛날에 근원을 두고 있어, 우리 선조의 생활과도 밀접한 관계를 지니고 있었다. 또 사회생활의 단조함을 구하고, 윤택과 위안을 주는 힘이 있었으며, 사회조직의 변동에 따라 제반 사물과 같이 그 내용은 물론 놀이 자체도 변천해 온 것이다. 그러므로 민속놀이를 통하여 그 시대의 생활상을 알아 볼 수 있다.

## 관련 문헌
한국의 놀이에 대하여서는 내외의 문헌에 그 기록이 다소 보이나, 그 중 세시풍속에 나타난 민속놀이에 대하여서는 조선 조 정조 때 유득공이 한문으로 쓴 <경도잡지(京都雜志)>, 김매순의 <열양세시기(冽陽歲時記)>가 있으며, 순조 때 사람 홍석모의 <동국세시기(東國歲時記)>가 있다. 또 일제 치하에 조선총독부에서 일본문으로 된 <연중행사(年中行事)>가 있었고, 1945년 후에는 최상수(崔常壽)의 <한국의 세시풍속>과 영문으로 된 책이 있다.